# Hemiphileurus euniceae
Hemiphileurus euniceae är en skalbaggsart som beskrevs av Brett C.Ratcliffe och Ronald D. Cave 2006. Hemiphileurus euniceae ingår i släktet Hemiphileurus och familjen Dynastidae. Inga underarter finns listade i Catalogue of Life.